# Vangelo di Nicodemo

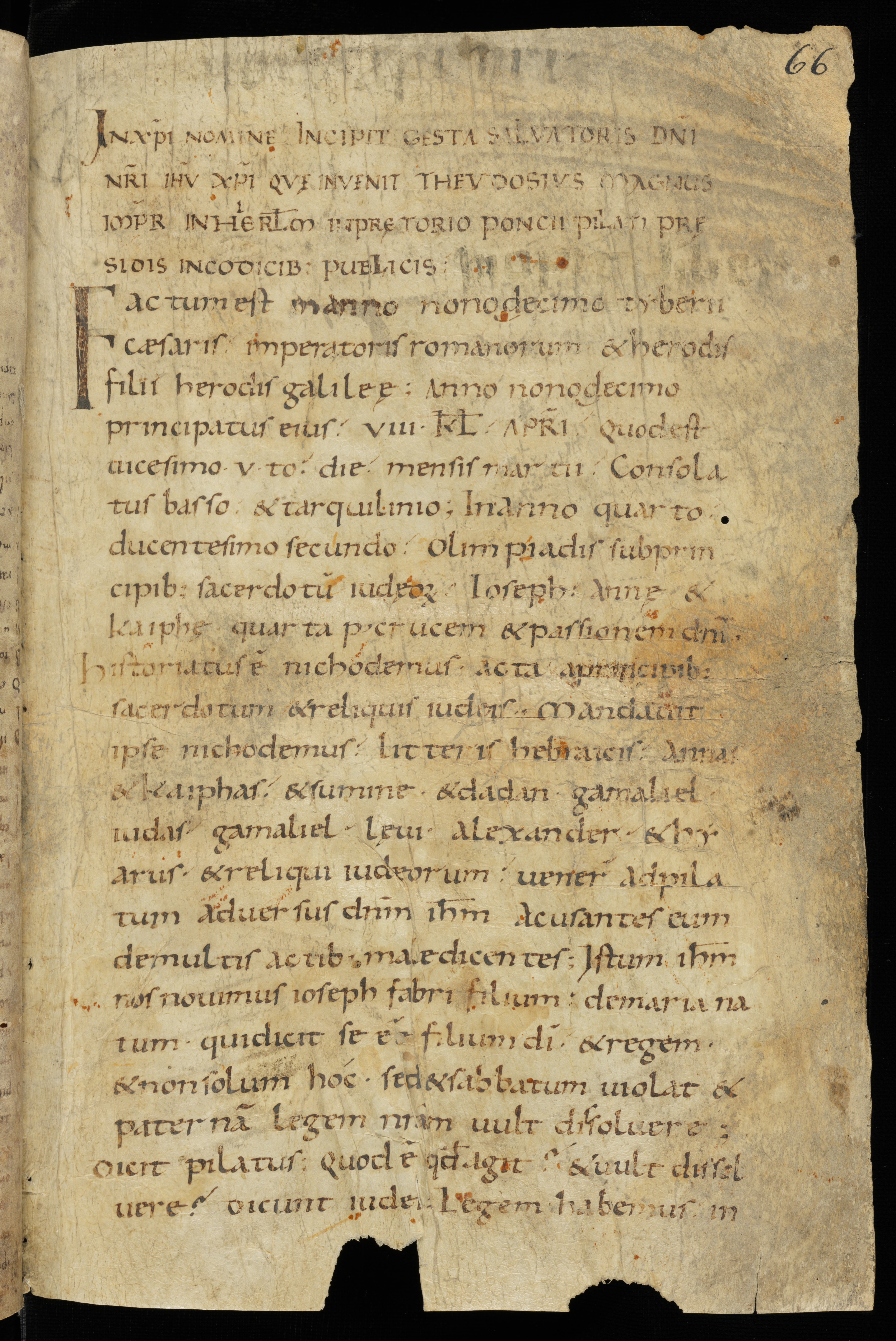
Evangelium Nicodemi ("Il Vangelo di Nicodemo"), un estratto da un manoscritto del IX o X secolo

Il Vangelo di Nicodemo è un vangelo apocrifo con attribuzione pseudoepigrafa a Nicodemo, discepolo di Gesù. Datato al II secolo, è scritto in greco. Similmente ad altri vangeli apocrifi della passione (Vangelo di Gamaliele, Vangelo di Pietro) descrive la passione di Gesù discolpando Pilato. Fa parte del cosiddetto Ciclo di Pilato, una serie di scritti apocrifi più o meno antichi centrati sulla figura di Ponzio Pilato (primi 10 capitoli).
Il testo è composto da tre sezioni originariamente indipendenti:
- cc. 1-11: Atti di Pilato
- cc. 12-16: Vangelo di Nicodemo vero e proprio
- cc. 17-29: Discesa agli inferi di Gesù

Ne esiste una rielaborazione in versi di André de Coutances, poeta francese vissuto fra l'XI e il XII secolo.